# Circle of Silence
Circle of Silence is een Duitse powermetal band uit Heilbronn, opgericht in 2006.

## Bezetting
Oprichters
- Nick Keim (zang)
- Tobias Pfahl (e-gitaar)
- Christian Sommerfeld (e-gitaar)
- Björn Boehm (e-basgitaar)
- Peter Suppinger (drums)

Huidige bezetting
- Nick Keim (zang)
- Tobias Pfahl (e-gitaar)
- Christian Sommerfeld (e-gitaar)
- Björn Boehm (e-basgitaar)
- Peter Suppinger (drums)

## Geschiedenis
De band Circle of Silence werd opgericht in 2006. Eind 2006 verscheen de eerste demo-cd Your Own Story als een eigen productie. De demo-cd is nu uitverkocht en is niet meer verkrijgbaar bij de band. Van november 2007 tot februari 2008 werd de tweede demo-cd The Supremacy of Time opgenomen, die in maart 2008 ook in eigen beheer werd uitgebracht. Door constante live aanwezigheid en concerten met bands als Powerwolf, Fear My Thoughts en Miseration kon Circle Of Silence zich vestigen als een vaste waarde in het regionale metalcircuit.
In mei/juni 2010 werd de derde cd The Blackened Halo opgenomen, samen met producent Vagelis Maranis in de Maranis Studios in Backnang. Na het einde van de productie ging Circle of Silence op zoek naar een platenlabel. Begin 2011 tekende de band een wereldwijde platendeal bij het label Massacre Records. Het artwork van de cd komt van de Canadese artiest Vitaly s. Alexius. Het huidige bandlogo is gemaakt door de Finse artiest Janne 'ToxicAngel' Pitkänen. Het album bevat 11 nummers met een totale speelduur van ongeveer 48 minuten en werd op 29 april 2011 wereldwijd uitgebracht via Massacre Records. Op 28 juni 2011 werd een videoclip voor het nummer Synthetic Sleep uitgebracht.
Het vervolgalbum van The Blackened Halo werd, net als zijn voorganger, ook opgenomen in samenwerking met producent Vagelis Maranis in de Maranis Studios van december 2012 tot februari 2013. Het artwork voor het album The Rise Of Resistance is gemaakt door Francisco Garcés (Dibujante nocturno).Op 24 mei 2013 werd het album, met een totale speelduur van ca. 50 minuten en 12 nummers, wereldwijd uitgebracht via Massacre Records.

## Stijl
De Circle of Silence-stijl kan worden omschreven als een mix van powermetal, thrashmetal en heavy metal. Stilistisch gezien ligt de band meer op het gebied van US Power Metal. Op de eerste demo-cd Your Own Story waren nog invloeden uit de melodieuze deathmetal terug te vinden in de nummers. Deze invloeden werden opgenomen op de tweede demo-cd The Supremacy of Time en de band richtte zich meer op heavy/power metal.

## Discografie
- 2006: Your Own Story (demo, eigen productie)
- 2008: The Supremacy of Time (demo, eigen productie)
- 2009: Edge of Clarity op Metal 2 Metal – Sampler Pt. 1
- 2011: The Blackened Halo (Massacre Records)
- 2013: The Rise of Resistance (Massacre Records)

### Video's
- 2011: Synthetic Sleep (album: The Blackened Halo)